# إيلي إدريس
إيلي إدريس (بالإندونيسية: Elly Idris) هو لاعب كرة قدم إندونيسي، ولد في 4 نوفمبر 1962 في إندونيسيا.